# گدنیا
گِدِنیا () (به لهستانی: Gdynia) (به آلمانی: Gotenhafen) یکی از شهرهای شمالی لهستان است.

## جغرافیا
این شهر یکی از بنادر مهم سواحل جنوبی دریای بالتیک در خلیج گدانسک به‌شمار می‌رود.

## جمعیت و مساحت
جمعیت گدنیا بر پایه آمار سال ۲۰۰۹ برابر با ۲۴۸٬۸۸۹ نفر و مساحتش ۱۳۶ کیلومتر مربع است. گدنیا جرء ناحیه کلان‌شهری توریسیتی با جمعیتی بیش از یک میلیون نفر است.
جشنواره فیلم لهستانی که با نام جشنواره فیلم گدنیا نیز شناخته می‌شود هرساله در این شهر برگزار می‌شود.